# Mollet de Peralada (kommunhuvudort)
Mollet de Peralada är en kommunhuvudort i Spanien.   Den ligger i provinsen Província de Girona och regionen Katalonien, i den östra delen av landet, 600 km öster om huvudstaden Madrid. Mollet de Peralada ligger 58 meter över havet och antalet invånare är 174.
Terrängen runt Mollet de Peralada är platt åt sydväst, men åt nordost är den kuperad.Runt Mollet de Peralada är det ganska glesbefolkat, med 30 invånare per kvadratkilometer. Närmaste större samhälle är Figueres, 10,8 km söder om Mollet de Peralada. 